# Radoslav Petković
Radoslav Petković (Belgrado, 21 luglio 1953 – Novi Sad, 27 ottobre 2024) è stato uno scrittore serbo.

## Biografia
Figlio di un'insegnante di francese e di un ingegnere, nel 1982 si è laureato in Lettere presso l'Università di Belgrado.
Dal 1983 al 1987 è stato redattore capo della rivista Kn'iževna kritika (Critica letteraria), mentre dal 1988 al 1994 è stato segretario del Fondo Ivo Andrić. Dal 2001 al 2004 è stato direttore generale dell'Istituto per i libri di testo e gli ausili didattici di Belgrado. Dal febbraio 2009 fino al suo pensionamento nel 2018 è stato vicesegretario e assistente presso la Segreteria provinciale per la cultura della Vojvodina.
Ha tradotto in serbo dall'inglese autori quali Tolkien, G. K. Chesterton, Robert Louis Stevenson e Daniel Defoe.
Ha vissuto a Belgrado fino al 2000, quando si è trasferito a Pančevo. Dal 2006 ha vissuto a Novi Sad con la moglie Vladislava Gordić Petković.

## Carriera letteraria
Autore di narrativa e saggistica, si è distinto soprattutto grazie ai suoi romanzi, fin dall'esordio Put u Dvigrad (La strada per Dvigrad, 1979), seguito da Zapisi iz godine јаgoda (Appunti dall'anno delle fragole, 1983) e da Senke na zidu (Ombre sul muro, 1985)
Nel 1993 ha pubblicato Il destino che mi portò a Trieste (in originale, Судбина и коментари, letteralmente Destino e commentario), romanzo storico con reminiscenze borgesiane e bulgakoviane per il quale l'anno successivo gli sono stati conferiti due dei maggiori riconoscimenti letterari nazionali, il Premio NIN e il Premio Meša Selimović.
Nel 2008 ha scritto il romanzo, Savršeno segan'e na smrt (Memoria perfetta della morte).

## Opere tradotte in italiano
- Il destino che mi portò a Trieste, Bottega Errante Edizioni, Udine, 2023 - ISBN 9788804422068 (Судбина и коментари, 1993 - traduzione di Rosalba Molesi).